# El Calvario, Calimaya
El Calvario är en ort i Mexiko, tillhörande kommunen Calimaya i delstaten Mexiko, i den centrala delen av landet. Orten hade 838 invånare vid folkräkningen 2010.